# Kępka Szlachecka
Kępka Szlachecka – wieś w Polsce położona w województwie kujawsko-pomorskim, w powiecie włocławskim, w gminie Kowal.
| SIMC    | Nazwa    | Rodzaj    |
| ------- | -------- | --------- |
| 1034739 | Za Torem | część wsi |

W latach 1975–1998 miejscowość administracyjnie należała do województwa włocławskiego. Według Narodowego Spisu Powszechnego (III 2011 r.) liczyła 198 mieszkańców. Jest dziesiątą co do wielkości miejscowością gminy Kowal.